# Sporochnaceae
A Sporochnacaeae a barnamoszatok (Phaeophyceae) Sporochnales rendjének egyetlen ismert családja. Legtöbb ismert faja fonalas algákból áll a szálak alapján lévő köztes félgömb alakú sejtek révén növekedéssel.

## Történet
A Sporochnaceae családot Greville 1830-ban, a Sporochnalest Sauvageau 1926-ban írta le.
Parke és Dixon 1976-ban a Desmarestiales közeli rokonaként írták le rendszertani jelentőségű közös jellemzők, például a heteromorf életszakaszok, az oogámia és az álparenchimás hajtás alapján.:472
Adl  et al. 2019-es rendszertanában a Sporochnales 5 nemzetséggel szerepel a többi barnamoszatrendhez hasonlóan közvetlenül a barnamoszatok alá rendelve.

## Genetika
2014-ben 3 fajának volt szekvenált génje vagy génrészlete, ezek a Bellotia eriophorum, a Carpomitra costata és a Sporochnus pedunculatus.

## Rendszertan
A Sporochnaceae Adl  et al. 2019-es rendszertana szerint 5 nemzetsége (Bellotia, Carpomitra, Nereia, Sporochnus, Tomaculopsis) van. Silberfeld és Rousseau 2014-es barnamoszat-rendszertana 11 nemzetséget különböztetett meg: az Austronereia, Encyothalia, Lucasia, Perisporochnus, Perithalia, Sporochnema nemzetségeket e klád alá rendelte.
110–155 millió évvel ezelőtt alakult ki a Desmarestiales, Laminariales, Ectocarpales stb. kládokhoz hasonlóan. A Desmarestialesszel és a Laminarialesszel kládot alkot.

## Morfológia

### Szervezet
A gametofiton és a nála nagyobb sporofiton hajszálfonalas álparenchimás. A gametofiton akár mikroszkopikus is lehet, míg a sporofiton jellemzően makroszkopikus.
Molekuláris adatok alapján feltehetően a Nereia lophocladia morfológiája ősi, a többi Sporochnaceae-faj levezetettebb morfológiájú.

### Sejt
A sporofiton sejtenként több elszórt lemezes plasztiszában nincs pirenoid. Hímivarsejtje hátulsó ostora kissé hosszabb, plasztiszai, melyekből csak 1 vagy 2 van az ivarsejtben, töredezettek, és nem állnak kapcsolatban a maggal, és nincs szemfoltja vagy ostorkiemelkedése, míg a zoospóra rendelkezik szemfolttal, és elülső ostora hosszabb, mint a hátulsó.

## Biokémia
A Perithalia capillaris biszprenilfenolokat termel, melyek közül egy biszprenilkinon in vitro csökkentheti a humán neutrofilek általi szuperoxid-szintézist és a HL60 sejtvonal szaporodását is. A 2-(3-metilbut-2-enil)-4-(1,1-dimetilprop-2-enil)fenol korábban is ismert volt a P. caudata és S. pedunculatus fajokból, azonban Sansom  et al. 2007-ben felfedeztek egy 2H-1-benzopirán-származékot, a 2,2-dimetil-5-(1,1-dimetilprop-2-enil)-2H-1-benzopirán-4-olt. A természetben e vegyületek csak a Sporochnaceae fajaiban ismertek, és előállíthatók közös 2-(3-metilbut-2-enil)fenol prekurzorból, mely a természetben nem ismert.
A 2-(3-metilbut-2-enil)-4-(1,1-dimetilprop-2-enil)fenol antimikrobiális vegyület.

## Ökológia
Könnyen megjelenhet invazív Laminariales-fajok Evechinus chloroticus-betelepítéssel való kiirtása után fennmaradt területeken: például az új-zélandi Fjordland területén 17 hónap után gyakori faj lett.
A N. lophocladia súlyosan veszélyeztetett faj, és kizárólag Új-Dél-Walesben és Victoriában ismert.

## Életciklus
Ivaros szaporodása oogámiával történik. Nemzedékváltakozása heteromorf.
A S. pedunculatus életciklusát Caram 1965-ben, a Perithalia caudata életciklusát Müller, Clayton és Germann 1985-ben, a Carpomitra cabrerae életciklusát Motomura, Kawaguchi és Sakai 1985-ben írták le. Bár egyes nemzetsége mikrohajtásairól a Laminaria nemzetséghez hasonló anterídiumokat mutattak ki, nem volt egyértelmű leírás petesejtekről vagy oogóniumokról. Egyes esetekben a sporofiton közvetlenül a mikrohajtáson megtermékenyítés nélkül megjelenőnek tűnt.
Az utód embriogenezise során az az anyai szövethez fizikailag kapcsolódik a tövön keresztül.